# 方世玉
方 世玉（ほう せいぎょく、フォン・サイヨク）は、清代の武侠小説・『乾隆游江南』（聖朝鼎盛萬年青）、『少林小英雄』、『万年青』などに登場する伝説的な武術家。創作上の人物ながら、実在したかのように語られ、さまざまな小説、映画、ドラマの題材となっている。

## 略歴
広東省肇慶の出身とされ、この地域を中心に伝承されてきた。父は方徳、母は武林の名手である苗翠花。幼い頃から母から武術の訓練を受ける。
10歳のときに武術の達人を試合で殺してしまい、追っ手から逃れるために福建少林寺に入山。そこで修行を積む。
下山後、民衆を苦しめる悪人たちと戦い、人々から尊敬を集めるが、清朝政府による福建少林寺焼き討ちの際に若くして死亡してしまう。

## 登場する作品

### 清代武侠小説
- 『乾隆游江南』（聖朝鼎盛萬年青）
- 『少林小英雄』
- 『万年青』

### 映画
人名は方世玉を演じた俳優
- 『新少林寺方世玉打擂台』 1928年・・・王天聰
- 『方世玉打擂台』 1928年・・・任潮軍
- 『方世玉打擂台』 1938年・・・新馬師曾
- 『方世玉二巻之胡恵乾打機房』 1939年・・・新馬師曾
- 『方世玉与苗翠花』 1948年・・・石燕子
- 『方世玉胡恵乾三探武当山』 1949年・・・石燕子
- 『方世玉九戦峨嵋山』 1949年・・・石燕子
- 『方世玉萬里報師仇』 1949年・・・石燕子
- 『方世玉紅蓮紅雲寺』 1949年・・・石燕子
- 『真偽方世玉』 1950年・・・石燕子
- 『方世玉大破白蓮教』 1950年・・・石燕子
- 『方世玉血戦陰陽洞』 1950年・・・石燕子
- 『方世玉擂台招親』 1950年・・・石燕子
- 『方世玉父子報血仇』 1950年・・・石燕子
- 『胡恵乾打機房』 1950年・・・林蛟
- 『少林七侠五探峨嵋山』 1950年・・・羅品超
- 『方世玉正傳』 1951年・・・石燕子
- 『方世玉千里送艶娘』 1951年・・・石燕子
- 『方世玉三打木人巷』 1951年・・・石燕子
- 『関東飛侠大戰方世玉』 1951年・・・石燕子
- 『方世玉遠征巨霊峰』 1951年・・・石燕子
- 『少林五大奇侠』 1951年・・・石燕子
- 『靚仔玉三打下山虎』 1951年・・・石燕子
- 『方世玉肉搏洪熙官』 1952年・・・石燕子
- 『歌唱方世玉打擂台』 1952年・・・羽佳
- 『方世玉与胡恵乾』 1955年・・・石燕子
- 『方世玉救洪熙官』 1956年・・・石燕子
- 『方世玉怒打乾隆皇』 1958年・・・石燕子
- 『方世玉三打乾隆皇』 1958年・・・石燕子
- 『方世玉血戦乾坤罩』 1959年・・・石燕子
- 『方世玉擂台救母』 1962年・・・林家聲
- 『方世玉武当山招親』 1962年・・・林家聲
- 『火焼少林寺』 1963年・・・張英才
- 『無敵神童方世玉』 1965年・・・フォン・ボーボー（馮宝宝）
- 『方世玉三打木人巷』 1968年・・・フォン・ボーボー（馮宝宝）
- 『武道大連合/復讐のドラゴン』（原題：方世玉） 1972年・・・リー・フォアマン（カラー作品初）
- 『嵐を呼ぶドラゴン』（原題：方世玉与洪熙官） 1974年・・・アレクサンダー・フー・シェン
- 『少林子弟』 1974年・・・アレクサンダー・フー・シェン
- 『ドラゴン少林拳』（原題：傳奇方世玉） 1976年・・・リー・フォアマン
- 『方世玉与胡恵乾』 1976年・・・アレクサンダー・フー・シェン
- 『少林寺』 1976年・・・アレクサンダー・フー・シェン
- 『少林寺必殺舞扇拳』（原題：方世玉大破梅花樁） 1977年・・・リー・フォアマン
- 『少林ブラザース』（原題：洪熙官方世玉陸阿采） 1978年・・・リー・フォアマン
- 『最後の少林寺』（原題：新方世玉） 1984年・・・ツィー・ポーワァ
- 『霹靂十傑』 1984年・・・小侯
- 『弟子也瘋狂』 1985年・・・汪禹
- 『続・最後の少林寺』（原題：新方世玉続集） 1986年・・・ツィー・ポーワァ
- 『格闘飛龍 方世玉』（原題：方世玉） 1992年・・・ジェット・リー、ラストで『書剣恩仇録』の主人公・陳家洛の養子となる
- 『電光飛龍 方世玉2』（原題：方世玉続集） 1993年・・・ジェット・リー
- 『レジェンド・オブ・フォース 激闘飛龍/方世玉外伝』（原題：火焼紅蓮寺） 1994年・・・ウィリー・チー

### テレビドラマ
- 『広東十虎』 1977年・・・衛子雲
- 『大内群英続集』 1979年・・・レスリー・チャン
- 『英雄出少年』（邦題：香港カンフー　ドラゴン少林寺） 1981年・・・董瑋
- 『方世玉与乾隆皇』 1994年・・・魏駿傑
- 『少年英雄方世玉』 1999年・・・ディッキー・チョン